# Pranzac
Pranzac is een gemeente in het Franse departement Charente (regio Nouvelle-Aquitaine). De plaats maakt deel uit van het arrondissement Angoulême. Pranzac telde op 1 januari 2022 885 inwoners.

## Bezienswaardigheden
- Pranzac heeft een dodenlantaarn uit de XIIde eeuw die 7 meter hoog is. Hij staat op het plein waar het vroegere kerkhof gelegen was.
- Het interessantste deel van de uit de romaanse tijd daterende kerk Saint-Cybard is de harmonieuze renaissancekapel, vooral de gewelfsleutels zijn pareltjes van beeldhouwkunst.
- Dicht bij de kerk liggen de ruïnes van het kasteel.

## Geografie
De oppervlakte van Pranzac bedroeg op 1 januari 2022 15,06 vierkante kilometer; de bevolkingsdichtheid was toen 58,8 inwoners per km².
De onderstaande kaart toont de ligging van Pranzac met de belangrijkste infrastructuur en aangrenzende gemeenten.

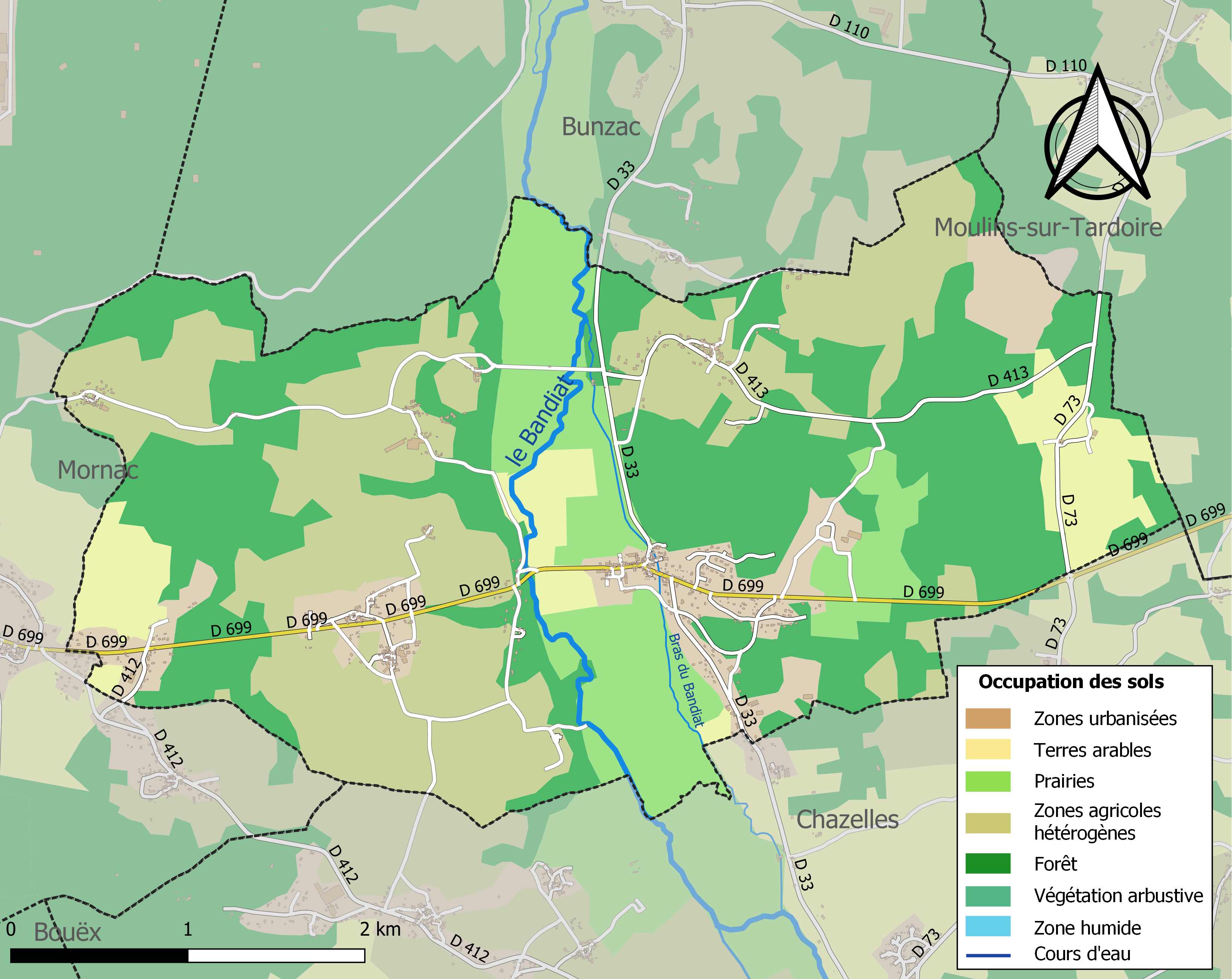

## Demografie
Onderstaande figuur toont het verloop van het inwonertal (bron: INSEE-tellingen).